# Gold Butte National Monument

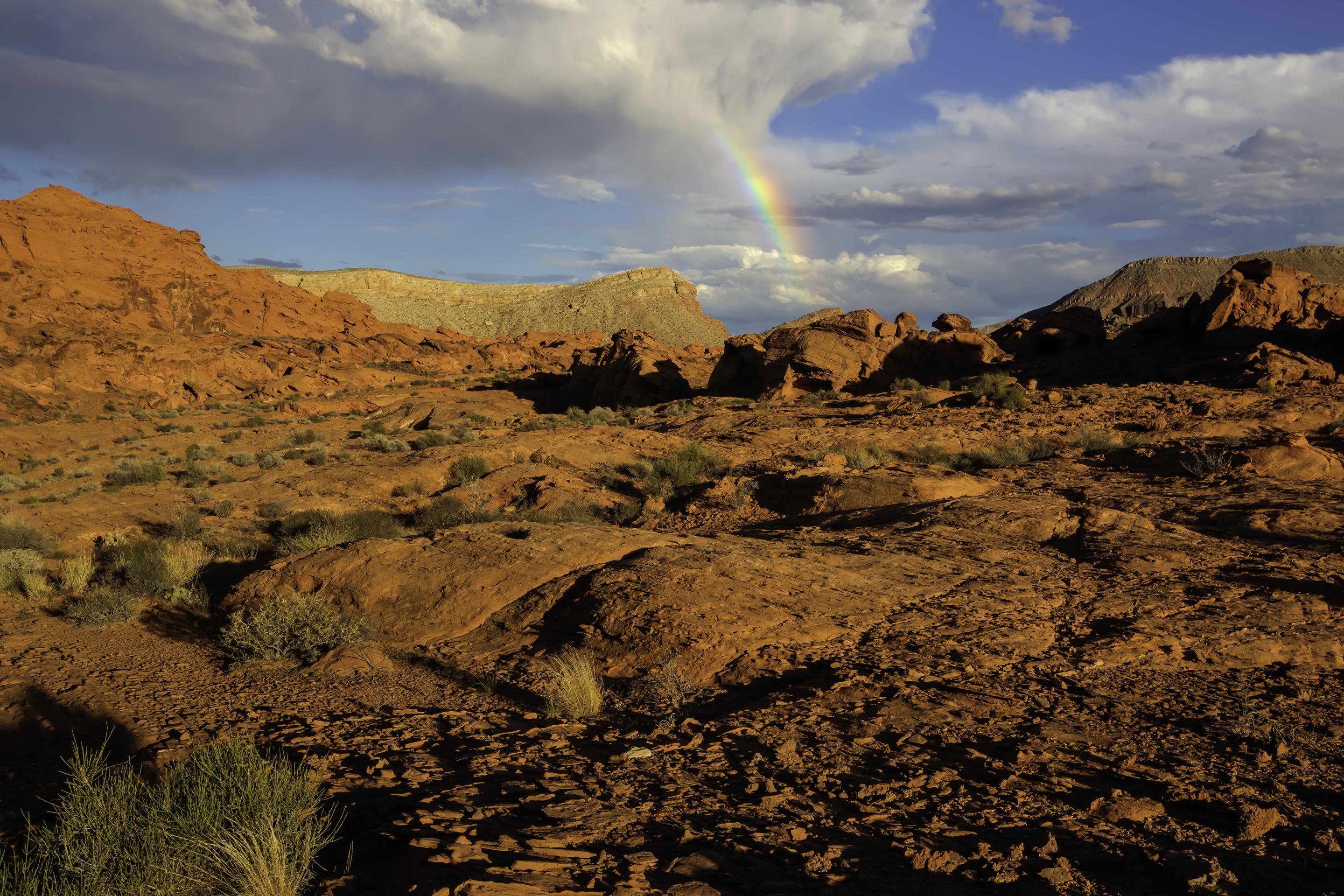
Gold Butte National Monument

Das Gold Butte National Monument ist ein US-amerikanisches National Monument im Clark County im Südosten Nevadas. Es wurde durch Präsident Barack Obama durch eine Presidential Proclamation am 28. Dezember 2016 mit einer Flächengröße von 296.937 acres (120.166 ha) ausgewiesen. Das National Monument umfasst Landflächen im Eigentum der US-Regierung. Westlich grenzt direkt das Lake Mead National Recreation Area an. Östlich liegt das Grand Canyon-Parashant National Monument im Bundesstaat Arizona. Bereits vor der Ausweisung als National Monument waren große Teile als Wilderness Area ausgewiesen.

## Management
Das Gold Butte National Monument wird vom Bureau of Land Management (BLM) betreut. Bereits im Jahr 1998 kaufte Clark County die Weidegenehmigungen für Vieh auf dem Gebiet des heutigen Gold Butte National Monument. Seit 1998 grast kein Vieh mehr im Gebiet. Die Entwicklung und Instandhaltung bestehender Wasserrechte und Transportinfrastruktur ist weiterhin möglich, aber es dürfen keine Neuanlagen erfolgen. Das Gebiet bleibt offen für Erholung, einschließlich Wandern, Jagen, Reiten, Camping, Picknick, Sightseeing und das Sammeln von Mineralien. Off-Road-Fahren und Radfahren ist auf ausgewiesenen Straßen und Wegen erlaubt.

## Tierarten und Geisterstadt
Im Schutzgebiet kommen Tierarten wie Dickhornschaf, Puma, Helmwachtel und Kalifornische Gopherschildkröte vor. Auch das in den USA eingebürgerte Chukarhuhn kommt vor.
Das National Monument schützt auch historische Ranch- und Bergbauflächen wie die Geisterstadt Gold Butte. Nur wenige Bergbauspuren wie Minenöffnungen, Zementfundamente und ein paar rostende Ausrüstungsreste sind noch zu sehen.

## Historische Fundstellen

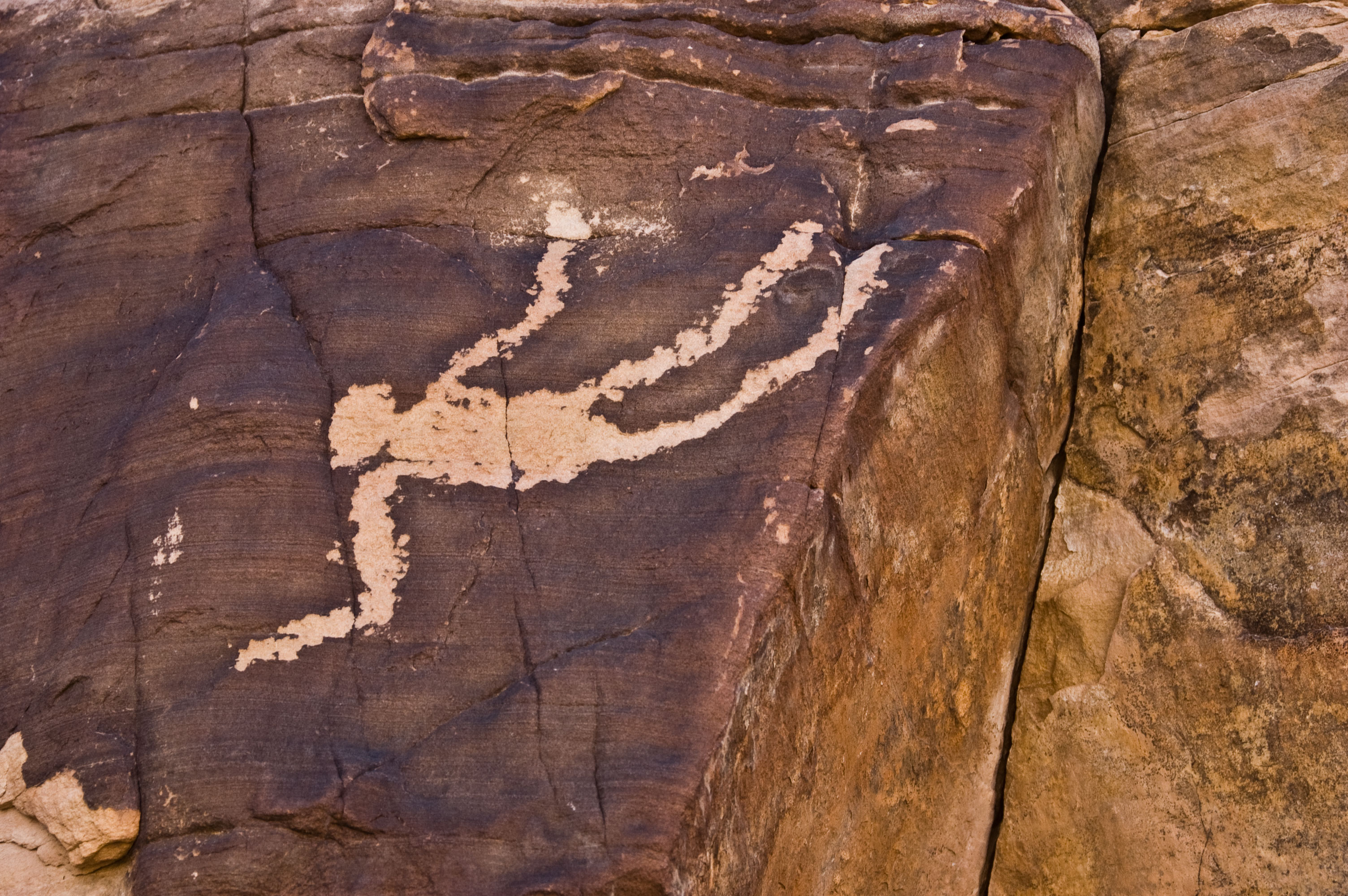
Die Petroglyphe Falling Man

Im Bereich des Schutzgebietes liegen archäologische Fundstellen mit Petroglyphen. In einem Bericht vom August 2016 hatten die Friends of Gold Butte dokumentiert, dass im Gebiet immer mehr Schaden durch Vandalismus verursacht wurden. Es wurden historische Vieh-Koppeln und -Zäune zerstört, Joshua-Bäume gefällt und Petroglyphen beschossen, so dass sie Einschusslöcher aufwiesen.

## Geplante Flächenreduzierung durch Präsident Trump
Am 26. April 2017 hatte Präsident Trump mit der Executive Order 13792 das Innenministerium der Vereinigten Staaten angewiesen, die Flächengröße von 27 National Monuments, welche nach dem 1. Januar 1996 ausgewiesen wurden und mindestens 100.000 Hektar Flächengröße haben, zu überprüfen.  Am 24. August legte Innenminister Ryan Zinke den Abschlussbericht zur Executive Order 13792 vor. Der Abschlussbericht forderte die Flächenreduzierung vom Bears Ears National Monument, Cascade-Siskiyou National Monument, Gold Butte National Monument, Grand Staircase-Escalante National Monument, Pacific Remote Islands Marine National Monument, und Rose Atoll Marine National Monument. Ferner sollen bei allen geprüften National Monuments mehr traditionelle menschliche Nutzungen wie Beweidung, Holzeinschlag, Kohleabbau und kommerzielle Fischerei innerhalb der Schutzgebiete zugelassen werden, da Präsidenten in den letzten Jahrzehnten zu weit gegangen seien, um kommerzielle Aktivitäten in Schutzgebieten einzuschränken. Dieser Bericht schlug auch vor, zu überprüfen ob Camp Nelson Ausbildungs-Camp für Afroamerikaner im Amerikanischen Bürgerkrieg, Medgar Evers Home und Badgers-Two Medicine mit 130.000 acres Flächengröße im Lewis and Clark National Forest als National Monumente ausgewiesen werden sollten. Eine Flächenreduzierung des Gold Butte National Monuments wurde durch Präsident Trump, anders als bei anderen Monumenten, nicht durchgeführt.